# پسارگیر

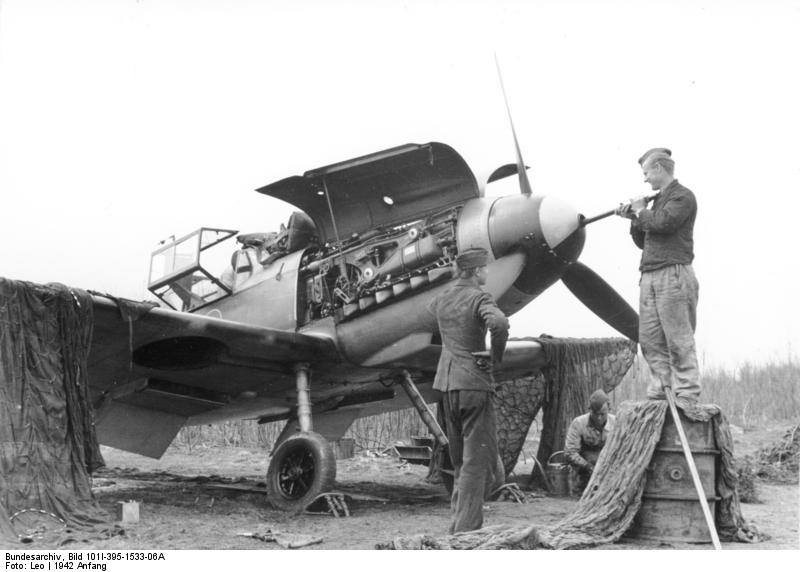
در این عکس مربوط به ژانویه ۱۹۴۲ است، شما می‌توانید روکش موتور (برافراشته) یک‌جنگندهٔ آلمانی Bf 109 را ببینید. این هودها بخشی از پسارگیر دستگاه هستند.

در دانش هوافضا، به قطعاتی که برای کاستن مقاومت هوا به هواپیما و غیره الصاق می‌شود، پَسارگیر (انگلیسی: Aircraft fairing)، تیزه‌گیر یا پوشش آیرودینامیکی می‌گویند.
به غبارتی دیگر، پسارگیر سازهٔ فرعی آئرودینامیکی است که برای کاهش پَسار طراحی می‌شود.
با افزایش زاویه حمله چون سطح مؤثر (Frontal area)، ماهی‌واره در مقابل جریان هوا زیاد می‌شود پسار نیز افزایش می‌یابد. به این نوع پسار، پسار نیمرخ (Profile drag) می‌گویند. آزمایش‌های آیرودینامیکی نشان می‌دهند که در میان اشکال مختلف با Frontal area مساوی ماهی‌واره دارای پسار کمتری بوده و به همین خاطر است که به ادوات مختلف در بیرون هواپیما همچون آنتن‌ها، تانک‌های خارجی بنزین و غیره پوشش پسارگیر می‌دهند.